# Адоніс Стівенсон
Адоніс Стівенсон (22 вересня 1977, Порт-о-Пренс, Гаїті) — канадський боксер-професіонал, що виступав у напівважкій ваговій категорії. Боксер 2013 року за версією журналу The Ring. Чемпіон світу в напівважкій вазі за версією WBC (2013 — 2018) і за версією The Ring (2013 — 2015).

## Життєпис
Народився 22 вересня 1977 року у Порт-о-Пренсі. У дитинстві із сім'єю переїхав з Гаїті до Канади. У 21 рік Стівенсон потрапив у в'язницю за сутенерство. Він був спійманий, коли силою змушував двох дівчат займатися проституцією. Уже перебуваючи у в'язниці, Стівенсон отримав додатковий термін за бійку при обтяжувальних обставинах. Але саме у в'язниці він почав серйозно займатися боксом. Вийшовши на волю, Адоніс почав любительську кар'єру. Стівенсон провів 38 поєдинків і здобув 33 перемоги.

## Професіональна кар'єра
У вересні 2006 року дебютував на професійному ринзі у другій середній ваговій категорії.
Протягом наступних років боксер завоював та захистив декілька регіональних чемпіонських поясів, серед яких чемпіонство Канади, чемпіонство Центральної Америки та інтернаціональне чемпіонство за версією WBC.
16 квітня 2010 року в рейтинговому бою програв технічним нокаутом Дарнеллу Буну. Стівенсон в першому раунді відправив суперника двічі у нокдаун, однак у другому пропустив зустрічний удар, після якого не зумів встати.
Після поразки боксер тренувався у відомого тренера Емануеля Стюарда. Перемагаючи суперників Стівенсон зумів здобути статус обов'язкового претендента за версією IBF, однак він вирішив піднятися у напівважку вагу. 22 квітня 2013 року боксер взяв реванш у Дарнелла Буна, нокаутувавши його у шостому раунді.
8 червня 2013 року став новим чемпіоном світу за версіями WBC та The Ring, відправивши у нокаут у першому раунді Чеда Довсона. Підводячи підсумки 2013 року журнал Ринг визнав нокаут в цьому поєдинку «Нокаутом року». Крім того, за версією журналу Адоніс Стівенсон став переможцем в категорії «Боксер року».
23 листопада 2015 року був позбавлений титулу чемпіона The Ring на підставі того, що протягом двох років не захищав свій титул проти суперників з топ-5 рейтингу. Пояс був оголошений вакантним.
1 грудня 2018 року Стівенсон  захищав чемпіонський пояс проти українця Олександа Гвоздика. Бій проходив у рідних стінах Стівенсона у Квебеку. Для Стівенсона це був десятий захист титулу. У десятому раунді Гвоздик пропустив важкий удар, упавши на канати, після чого змушений був клінчувати, щоб втриматися на ногах. Після цього раунду згідно із суддівськими записками перемагав Стівенсон. Однак в одинадцятому раунді українець відправив канадійця в нокаут.
2 грудня промоутер канадійця Івон Мішель повідомив у себе в Twitter, що Адоніс Стівенсон знаходиться в реанімації після поразки нокаутом від українця Олександра Гвоздика. У спортсмена стався крововилив у мозок, у зв'язку з чим його було введено у стан штучної коми. Крім того, Адоніс пережив хірургічне втручання. Майже через три тижні канадець вийшов із коми, але в нього була паралізована права частина тіла. Наприкінці січня Стівенсон почав ходити. Йому замінили частину щелепи, яка була видалена під час початкової операції в грудні.. У грудні 2019 року Стівенсона кинула жінка Симона Год, знявши перед тим з рахунку Адоніса 891 тис.$.
Через два роки після бою з Гвоздиком у січні 2021 року в одному з інтерв'ю Стівенсон заявив, що здоровий та щасливий, але визнав, що все ще не повністю одужав і є деякі наслідки від пошкодження мозку (проблеми з пам'яттю).